# Coppa ASOBAL
La Coppa ASOBAL è una competizione di pallamano per club maschili spagnoli ed è stata fondata nel 1990; essa si svolge a cadenza annuale.
Nel torneo si affrontano le prime quattro squadre classificate al termine del girone d'andata nelle Liga ASOBAL nella stagione corrispondente; di fatto è una coppa di lega spagnola.
A tutto il 2025 si sono svolte 35 edizioni della coppa; con 19 titoli l'FC Barcelona è la squadra che detiene il record di successi in questa competizione; alle sue spalle c'è il BM Ciudad Real con sei titoli.
L'attuale squadra campione in carica è l'FC Barcellona.

## Statistiche

### Albo d'oro
| Edizione    | Vincitore    | Risultato | 2º classificato     | Note |
| ----------- | ------------ | --------- | ------------------- | ---- |
| 1990 - 1991 | Cantabria    | 30 - 29   | Alzira              |      |
| 1991 - 1992 | Cantabria    | 26 - 25   | Bidasoa Irun        |      |
| 1992 - 1993 | Bidasoa Irun | 27 - 23   | Cantabria           |      |
| 1993 - 1994 | Granollers   | 21 - 19   | Barcellona          |      |
| 1994 - 1995 | Barcellona   | 30 - 22   | Cantabria           |      |
| 1995 - 1996 | Barcellona   | 24 - 23   | Cantabria           |      |
| 1996 - 1997 | Cantabria    | 24 - 23   | Ademar León         |      |
| 1997 - 1998 | Cantabria    | 26 - 24   | Ademar León         |      |
| 1998 - 1999 | Ademar León  | 31 - 30   | Barcellona          |      |
| 1999 - 2000 | Barcellona   | 24 - 21   | San Antonio         |      |
| 2000 - 2001 | Barcellona   | 29 - 28   | San Antonio         |      |
| 2001 - 2002 | Barcellona   | 26 - 25   | San Antonio         |      |
| 2002 - 2003 | Valladolid   | 28 - 27   | Barcellona          |      |
| 2003 - 2004 | Ciudad Real  | 29 - 18   | Barcellona          |      |
| 2004 - 2005 | Ciudad Real  | 39 - 36   | San Antonio         |      |
| 2005 - 2006 | Ciudad Real  | 31 - 23   | San Antonio         |      |
| 2006 - 2007 | Ciudad Real  | 29 - 27   | San Antonio         |      |
| 2007 - 2008 | Ciudad Real  | 25 - 26   | Ademar León         |      |
| 2008 - 2009 | Ademar León  | 31 - 25   | Barcellona          |      |
| 2009 - 2010 | Barcellona   | 34 - 33   | Ciudad Real         |      |
| 2010 - 2011 | Ciudad Real  | 34 - 31   | Barcellona          |      |
| 2011 - 2012 | Barcellona   | 28 - 27   | Ademar León         |      |
| 2012 - 2013 | Barcellona   | 32 - 24   | Atlético Madrid     |      |
| 2013 - 2014 | Barcellona   | 34 - 28   | Granollers          |      |
| 2014 - 2015 | Barcellona   | 37 - 26   | Granollers          |      |
| 2015 - 2016 | Barcellona   | 35 - 31   | Naturhouse La Rioja |      |
| 2016 - 2017 | Barcellona   | 30 - 25   | Granollers          |      |
| 2017 - 2018 | Barcellona   | 28 - 22   | Ademar León         |      |
| 2018 - 2019 | Barcellona   | 37 - 23   | Bidasoa Irun        |      |
| 2019 - 2020 | Barcellona   | 30 - 22   | Bidasoa Irun        |      |
| 2020 - 2021 | Barcellona   | 33 - 23   | Sinfín              |      |
| 2021 - 2022 | Barcellona   | 37 - 29   | Bidasoa Irun        |      |
| 2022 - 2023 | Barcellona   | 39 - 21   | Ademar León         |      |
| 2023 - 2024 | Barcellona   | 31 - 28   | Logroño             |      |
| 2024 - 2025 | Barcellona   | 37 - 34   | Torrelavega         |      |

### Riepilogo vittorie per club
| Numero | Club         | Anni |
| ------ | ------------ | --- |
| 20     | Barcellona   | 1994-95, 1995-96, 1999-00, 2000-01, 2001-02, 2009-10, 2011-12, 2012-132013-14, 2014-15, 2015-16, 2016-17, 2017-18, 2018-19, 2019-20, 2020-21, 2021-22, 2022-23, 2023-24, 2024-25 |
| 6      | Ciudad Real  | 2003-04, 2004-05, 2005-06, 2006-07, 2007-08, 2010-11 |
| 4      | Cantabria    | 1990-91, 1991-92, 1996-97, 1997-98 |
| 2      | Ademar León  | 1998-99, 2008-09 |
| 1      | Valladolid   | 2002-03 |
| 1      | Bidasoa Irun | 1992-93 |
| 1      | Granollers   | 1993-94 |